# Marcel Pey i Puig
Marcel Pey i Puig (Cardona, 1948) és un poeta i artista visual català que viu i treballa a Tarragona. Influenciat del Pop Art i l'Underground americà, tracta temàtiques de violència, erotisme, al·lusions a la guerra i l'abús de poder. És autor de treballs plàstics, films experimentals, vídeos i instal·lacions.

## Obra

### Cinema i vídeo
Marcel Pey se situa entre els artistes adscrits a l'art conceptual català que van fer cinema experimental en super8, com Juan Bufill, Benet Rossell, Manel Huerga, Antoni Muntadas o el cineasta i teòric Eugeni Bonet. Té un important referent en el cinema underground, concretament en les obres d'Andy Warhol, Philippe Garrel o Dwoskin. Va realitzar llargmetratges experimentals com The Film (1975), Overkill (1976) o L'ull Cibernètic (1979) que s'han projectat en gran nombre de festivals i exposicions sobre cinema alternatiu, especialment a l'estranger. A partir de 1999, començà a produir vídeos curts amb filmacions d'imatges nocturnes de grans ciutats, o d'altres amb seqüències d'interiors amb figures i objectes que denoten perill o misteri: Visage (1999), Next Trance (2008), View Wien (2011) o International Guns (2012).

### Poesia i llibres d'artista
Ha creat poesia escrita, poesia visual i llibres d'artista. El 1992 va recollir en el volum Vae Victis. Poemes 1972/1990, la seva poesia discursiva. En el pròleg, s'afirma que el terme poesia és l'únic que pot abastar la seva obra global i que en ella hi ha sempre la relació de l'art visual amb la literatura.
| « | Els poemes esdevenen un seguit d'imatges on el realisme es distorsiona, es deforma i capta informacions tant inexplicables com imprescindibles. Tot parteix d'una mena d'estat d'hipnosi on l'espiritualitat és la suggestió de les representacions, on la il·lusió forma part del xoc de la paraula i la imatge. (...) immergida en la tradició apocalíptica, la poesia de Pey representa la unió entre sensualitat i misticisme, la comunió entre el somni i la realitat escenificada en el consum. David Castillo.Vae Victis | » |

Entre 1972 i 1998, va publicar una trentena de llibres d'artista en edicions de format alternatiu. Comencen amb Blind Machine (1973) i continuen amb obres com Red Movie (1976), Slow Motion (1977), ZZZ The Last Film (1980), Tenebrae (1983) o A Speed of Death (1995). Imatge i text poètic s'intercalen en aquestes edicions, L'últim llibre d'artista és Black Japan (Museu de Granollers, 1998). Tots els publicats estan ressenyats dins el catàleg M.Pey. Remastered (2016).
En poesia escrita ha publicat els llibresː Fury in Hungry City (Tarragona, Épsilon/Foc nou,1978), Vae Victis (Barcelona, Empúries,1992), Falling Down.1993/1996 (Tarragona, Arola,1998), Schwarze Liebe (Tarragona, Arola, 2006) i The Liquid Dark (Tarragona, Arola, 2015).

### Obra plàstica
En els treballs plàstics és habitual trobar imatges relacionades amb els mitjans de comunicació, amb la història del cinema o de l'art. La seva visió està feta d'apropiacions d'imatges, collages fotògràfics, i missatges creuats. La foscor i els lums de neó acosten les exposicions al llenguatge cinematogràfic.

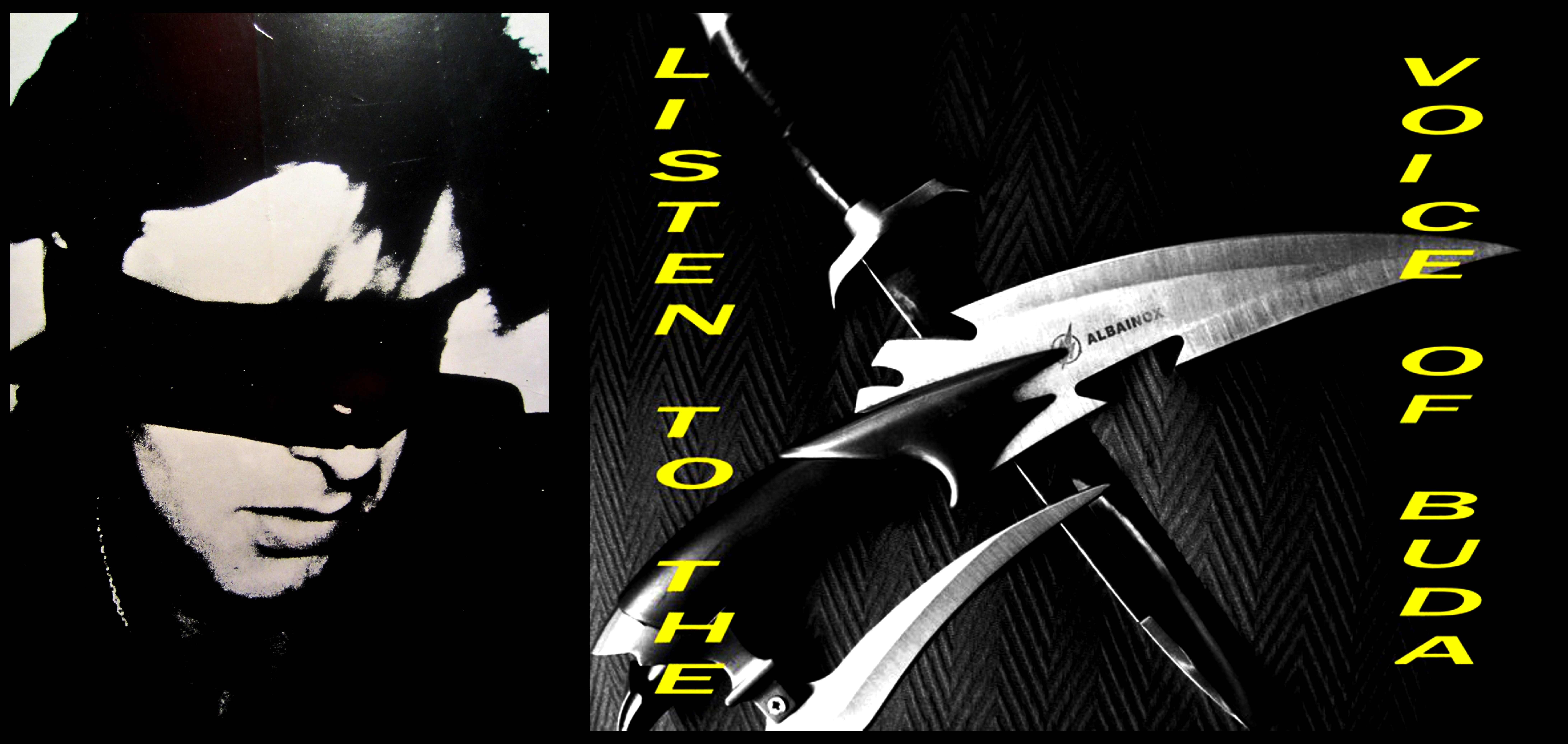
Marcel Pey. Blood & Listen to the voice of Buda. 2013

L'obra plàstica predomina durant la dècada dels 80 amb treballs on experimentava amb ampliacions de gran format, així com amb sèries de petites peces fotogràfiques amb tècnica polaroid. Comença a exposar l'any 1983 amb «L'Âge d'Or» al Centre de Lectura de Reus i a la Sala Metrònom de Barcelona. Mostres a les quals van seguir exposicions individuals com ara «Beat of Blood» a la Sala Caixa Barcelona, Tarragona (1989), «Blade Fever» a la Galeria Forvm, Tarragona (1991), «Art is Hell» al Museu d'Art de Sabadell (1992), «515 West, 25th Street» a la Galeria Benet Costa, Barcelona (1992), «Re-inserts» a la Sala H de Vic (1996), «Black Japan», al Museu de Granollers (1998) o «Fatal Frames», a l'Antic Ajuntament de Tarragona (2005). Ha exposat en diferents certàmens col·lectius com els Rencontres Photografiques d'Arles (1989) dins la mostra «Nuits Blanches» i a «Art Contemporani a Reus. La dècada dels vuitanta» (1995), al Museu de Reus. El 2015 va participar a «Fotografia i Poesia Visual a Espanya» a la Fundació Privada Guillem Viladot d'Agramunt i el 2016 al Festival SCAN de Tarragona. El Museu de Valls li va produir l'antològica «M. Pey Remastered», amb obra i documentació de les diferents etapes. El 2017 va participar en el cicle «Llegible- Visible» al Centre Arts Santa Mónica de Barcelona. i a «Utopies Persistents» al Museu de Granollers, amb obres del fons d'art contemporani comissariat per Manel Clot. El 2018 va presentar «The Red Circle» a Juan Naranjo Galeria & Documentos de Barcelona i l'exposició «The Burning Blade» al Centre d'Art Tarragona, Espai Tinglado 2.
Ha realitzat instal·lacions multimèdia amb fotogràfies, objectes, poemes, rètols lluminosos i projeccions, com per exemple a «Cities of the red Night», al Priorat Centre d'Art (2011) o «Underworld», a la Capella Sant Roc de Valls (2016).
Una part important de la seva obra plàstica es troba a la col·lecció de fotografia i art conceptual de Rafael Tous que l'ha mostrat, entre d'altres exposicions, a «Proposta per a una col·lecció de fotografia contemporània» al MACBA. També té obra a la Col·lecció de Fotografia del MNAC, al Museu de Valls, al Museu de Reus, a la Fundació Vila Casas, al Museu de Granollers i a la Fundació Forvm de Tarragona.
L'any 2016 va rebrer el Premi Lucius Anneus Florus a la creació, atorgat pel Consell Comarcal del Tarragonès.